# Терсинская волость (Елабужский уезд)
Терсинская волость — административно-территориальная единица в составе Елабужского уезда Вятской губернии. Упразднена в 1897 году.
Волостное правление располагалось в сельце Терси.

## История
Волость образована после освобождения крестьян и включала селения бывших владельческих крестьян. В 1885 году волость включала 9 сельских обществ, 9 поземельных общин, 9 селений, 490 дворов. По семейным спискам в волости числилось 1411 душ мужского пола и 1398 женского. Важнейшие населенные пункты: Терси, Балтачево, Варзино-Алексеевская, Мордва, Назары, Туба, Чишма, Шаршада.
Волость упразднена в 1897 году, её селения разделена между Варзиятчинской, Мушаковской, Большекибьинской и Ильинской волостями.